# Parade Nootdorp
Parade Nootdorp is een gedeeltelijk overdekt winkelcentrum in de Nederlandse plaats Nootdorp, provincie Zuid-Holland. Het complex met een oppervlakte van 51.400 m² werd gerealiseerd in de periode 1997 – 2003 om bewoners van de nabijgelegen Vinex-wijken een hoogwaardig winkelcentrum te bieden. De parkeergarage biedt plaats aan ruim 600 auto's. In het winkelcentrum zijn onder andere drie supermarkten te vinden.
De Haagse tramlijn 15 stopt voor het winkelcentrum.